# Chaume-lès-Baigneux
Chaume-lès-Baigneux – miejscowość i gmina we Francji, w regionie Burgundia-Franche-Comté, w departamencie Côte-d’Or.
Według danych na rok 1990 gminę zamieszkiwało 90 osób, a gęstość zaludnienia wynosiła 7 osób/km² (wśród 2044 gmin Burgundii Chaume-lès-Baigneux plasuje się na 820. miejscu pod względem liczby ludności, natomiast pod względem powierzchni na miejscu 753.).